# Malus dasyphylla
Malus dasyphylla är en rosväxtart som beskrevs av Moritz Moriz Balthasar Borkhausen. Malus dasyphylla ingår i släktet aplar, och familjen rosväxter. IUCN kategoriserar arten globalt som otillräckligt studerad.

## Underarter
Arten delas in i följande underarter:
- M. d. mitis
- M. d. chinensis
- M. d. dioeca
- M. d. pendula
- M. d. flore-plena
- M. d. gellidus
- M. d. reneta